# Henry Hartsfield
Henry Warren "Hank" Hartsfield Jr. (Birmingham, 21 de novembro de 1933 – Houston, 17 de julho de 2014) foi um astronauta norte-americano, veterano de três missões ao espaço.

## Biografia
Formado em física, astronáutica e engenharia, entrou para a Força Aérea dos Estados Unidos em 1955 e serviu na Alemanha em esquadrões táticos da aviação de caça. Graduado também como piloto de testes pela prestigiada Escola de Piloto de Teste da Força Aérea dos Estados Unidos, situada na Base Aérea de Edwards, na Califórnia, Hartsfield foi instrutor de pilotagem nesta escola até entrar, em 1966, para o programa da força aérea que visava colocar um laboratório tripulado em órbita. Com o cancelamento do programa, ele foi selecionado pela NASA para o curso de treinamento de astronautas.
Em sua carreira como piloto militar, acumulou 7 300 horas de voo em diferentes tipos de aviões, a maioria delas em caças a jato.

### NASA
Em dezembro de 1969 Hartsfield se tornou um astronauta da NASA e nos anos 1970 foi parte da tripulação reserva da Apollo 16 e das missões do programa Skylab. Retirando-se da força aérea em 1977 após 22 anos de serviço, continuou integrado à NASA como civil e foi piloto-reserva de duas das três primeiras missões do programa do ônibus espacial.
Foi ao espaço em 27 de junho de 1982 como piloto da missão STS-4 da nave Columbia, uma missão de sete dias no último voo de teste em órbita do ônibus espacial, e o último com uma tripulação de apenas dois membros, junto com o astronauta Ken Mattingly. No retorno, foram recebidos pelo presidente Ronald Reagan e sua esposa Nancy.
Em 30 de agosto de 1984 participou de sua segunda missão espacial, como comandante da STS-41-D, missão com seis tripulantes, e voo inaugural da nave Discovery, que colocou em órbita três satélites de comunicação, estudou pela primeira vez o crescimento de cristais em microgravidade e fez as primeiras imagens da Terra com a nova câmera cinematográfica IMAX.
Sua última missão foi em outubro de 1985, na STS-61-A, uma missão com o laboratório orbital Spacelab, a primeira viagem do ônibus espacial com oito tripulantes e que levou a cabo 75 experiências científicas no espaço, dirigidas por astronautas-cientistas da Alemanha, integrantes da tripulação. Após este voo Hartsfield completou 483 horas no espaço.
Depois de servir em posições no controle de Terra da NASA, deixou a agência em 1998 para trabalhar na empresa Raytheon, onde finalmente aposentou-se, em 2005.
Henry Hartsfield faleceu em 17 de julho de 2014. A sua morte foi resultado de complicações de uma cirurgia de volta que ele tinha feito meses antes.